# KNVB-Pokal 2001/02
Der KNVB-Pokal 2001/02 (unter Sponsorenschaft auch Amstel-Cup) war die 84. Auflage des niederländischen Fußball-Pokalwettbewerbs. An ihr nahmen die 18 Mannschaften der Eredivisie, die 18 Teams der Eerste Divisie und 50 Vertreter aus dem Amateurbereich teil. Ab dieser Saison beendete der KNVB die Tradition, das Pokalfinale am Himmelfahrtstag auszutragen. Das Spiel wurde nun am ersten Sonntag nach dem Ende der Eredivisie ausgetragen.
Pokalsieger wurde Ajax Amsterdam. Das Team setzte sich im Finale gegen den FC Utrecht durch. Da Ajax auch nationaler Meister wurde, nahm der unterlegene Finalist am UEFA-Pokal teil.

## Modus
In der Gruppenphase starteten 78 Mannschaften in 20 Gruppen. Die beiden besten Vereine jeder Gruppe kamen in die nächste Runde, mit Ausnahme der Gruppen 7 und 14, die aus drei Mannschaften bestanden und nur der Erste weiterkam.
Die nächsten Runden wurden im K.-o.-System entschieden. Bei unentschiedenem Ausgang gab es eine Verlängerung von zweimal 15 Minuten und gegebenenfalls ein Elfmeterschießen. Wenn in der Verlängerung einer Mannschaft ein Treffer gelang, wurde die Partie durch das Golden Goal beendet.

## Teilnehmende Teams
| Eredivisie (18) | Eredivisie (18) | Eerste Divisie (18) | Eerste Divisie (18) |
| --- | --- | --- | --- |
| - Ajax Amsterdam - PSV Eindhoven - Feyenoord Rotterdam - Roda JC Kerkrade - FC Twente Enschede - FC Utrecht - SC Heerenveen - RKC Waalwijk - AZ Alkmaar                                                     | - NAC Breda - Fortuna Sittard - BV De Graafschap - FC Groningen - NEC Nijmegen - Sparta Rotterdam - Vitesse Arnheim - Willem II Tilburg - FC Den Bosch ▲                                 | - RBC Roosendaal ▼ - Cambuur Leeuwarden - ADO Den Haag - BVO Emmen - FC Dordrecht '90 - SBV Eindhoven - Excelsior Rotterdam - Go Ahead Eagles - HFC Haarlem                                 | - Heracles Almelo - Helmond Sport - MVV Maastricht - TOP Oss - SC Telstar 1963 - BV Veendam - VVV-Venlo - FC Volendam - FC Zwolle                                                                                       |
| Amateure (50) | | | |
| - Achilles 1894 - ACV Assen - ADO '20 Heemskerk - AGOVV Apeldoorn - AFC '34 Alkmaar - VV Appingedam - SV Argon - ASWH - Be Quick '28 - Be Quick 1887 - VV Bennekom - VV Capelle - SV Deltasport Vlaardingen | - VV DOVO - Drachtster Boys - EHC Hoensbroek - RKHVV Huissen - VV Flevo Boys - VV Gemert - HSC ’21 Haaksbergen - Harkemase Boys - HSV Hoek - SV Huizen - RKVV IVS - Jong Ajax - Jong PSV | - JVC Cuijk - VV Katwijk - KBV Amsterdam - VV Kloetinge - HSV Kranenburg - FC Lisse - VV Noordwijk - FC Omniworld - SV Panningen - Quick '20 Oldenzaal - SVV Scheveningen - SVVSMC Schiedam | - RKSV Schijndel - SV Spakenburg - VV Sparta Nijkerk - Stormvogels Telstar - Ter Leede Sassenheim - VV Terneuzen - SV TOP Oss - SV De Treffers - RKSV UDI ’19/Beter Bed - SV Urk - VVOG Harderwijk - RCVV Zwart-Wit '28 |

## Gruppenphase

### Gruppe 1
| Datum      |                 | Ergebnis |                 |
| ---------- | --------------- | -------- | --------------- |
| 07.08.2001 | HFC Haarlem     | 2:2      | AFC '34 Alkmaar |
| 07.08.2001 | VV Noordwijk    | 1:3      | AZ Alkmaar      |
| 11.08.2001 | AFC '34 Alkmaar | 2:1      | VV Noordwijk    |
| 11.08.2001 | AZ Alkmaar      | 2:0      | HFC Haarlem     |
| 14.08.2001 | AFC '34 Alkmaar | 1:4      | AZ Alkmaar      |
| 21.08.2001 | VV Noordwijk    | 1:6      | HFC Haarlem     |

| Pl. | Verein              | Sp. | S | U | N | Tore    | Diff. | Punkte |
| --- | ------------------- | --- | - | - | - | ------- | ----- | ------ |
| 1.  | AZ Alkmaar (E)      | 3   | 3 | 0 | 0 | 009:200 | +7    | 09     |
| 2.  | HFC Haarlem (D)     | 3   | 1 | 1 | 1 | 008:500 | +3    | 04     |
| 3.  | AFC '34 Alkmaar (A) | 3   | 1 | 1 | 1 | 005:700 | −2    | 04     |
| 4.  | VV Noordwijk (A)    | 3   | 0 | 0 | 3 | 003:110 | −8    | 0      |

### Gruppe 2
| Datum      |                   | Ergebnis |                   |
| ---------- | ----------------- | -------- | ----------------- |
| 07.08.2001 | ADO '20 Heemskerk | 2:7      | FC Volendam       |
| 09.08.2001 | Jong Ajax         | 5:1      | SV Huizen         |
| 13.08.2001 | SV Huizen         | 2:1      | FC Volendam       |
| 14.08.2001 | ADO '20 Heemskerk | 1:3      | Jong Ajax         |
| 16.08.2001 | FC Volendam       | 2:3      | Jong Ajax         |
| 22.08.2001 | SV Huizen         | 2:0      | ADO '20 Heemskerk |

| Pl. | Verein                | Sp. | S | U | N | Tore    | Diff. | Punkte |
| --- | --------------------- | --- | - | - | - | ------- | ----- | ------ |
| 1.  | Jong Ajax (A)         | 3   | 3 | 0 | 0 | 011:400 | +7    | 09     |
| 2.  | SV Huizen (A)         | 3   | 2 | 0 | 1 | 005:600 | −1    | 06     |
| 3.  | FC Volendam (D)       | 3   | 1 | 0 | 2 | 010:700 | +3    | 03     |
| 4.  | ADO '20 Heemskerk (A) | 3   | 0 | 0 | 3 | 003:120 | −9    | 0      |

### Gruppe 3
| Datum      |                     | Ergebnis |                     |
| ---------- | ------------------- | -------- | ------------------- |
| 07.08.2001 | Stormvogels Telstar | 6:2      | KBV Amsterdam       |
| 11.08.2001 | FC Omniworld        | 1:1      | FC Lisse            |
| 14.08.2001 | KBV Amsterdam       | 1:1      | FC Omniworld        |
| 14.08.2001 | FC Lisse            | 0:9      | Stormvogels Telstar |
| 21.08.2001 | FC Omniworld        | 2:1      | Stormvogels Telstar |
| 21.08.2001 | FC Lisse            | 1:1      | KBV Amsterdam       |

| Pl. | Verein                  | Sp. | S | U | N | Tore    | Diff. | Punkte |
| --- | ----------------------- | --- | - | - | - | ------- | ----- | ------ |
| 1.  | Stormvogels Telstar (A) | 3   | 2 | 0 | 1 | 016:400 | +12   | 06     |
| 2.  | FC Omniworld (A)        | 3   | 1 | 2 | 0 | 004:300 | +1    | 05     |
| 3.  | KBV Amsterdam (A)       | 3   | 0 | 2 | 1 | 004:800 | −4    | 02     |
| 4.  | FC Lisse (A)            | 3   | 0 | 2 | 1 | 002:110 | −9    | 02     |

### Gruppe 4
| Datum      |                  | Ergebnis |                  |
| ---------- | ---------------- | -------- | ---------------- |
| 04.08.2001 | Sparta Rotterdam | 3:1      | HSV Kranenburg   |
| 09.08.2001 | HSV Kranenburg   | 1:2      | ADO Den Haag     |
| 12.08.2001 | SVV Scheveningen | 0:4      | Sparta Rotterdam |
| 15.08.2001 | Sparta Rotterdam | 0:1      | ADO Den Haag     |
| 17.08.2001 | HSV Kranenburg   | 0:1      | SVV Scheveningen |
| 21.08.2001 | ADO Den Haag     | 2:0      | SVV Scheveningen |

| Pl. | Verein               | Sp. | S | U | N | Tore    | Diff. | Punkte |
| --- | -------------------- | --- | - | - | - | ------- | ----- | ------ |
| 1.  | ADO Den Haag (D)     | 3   | 3 | 0 | 0 | 005:100 | +4    | 09     |
| 2.  | Sparta Rotterdam (E) | 3   | 2 | 0 | 1 | 007:200 | +5    | 06     |
| 3.  | SVV Scheveningen (A) | 3   | 1 | 0 | 2 | 001:600 | −5    | 03     |
| 4.  | HSV Kranenburg (A)   | 3   | 0 | 0 | 3 | 002:600 | −4    | 0      |

### Gruppe 5
| Datum      |                      | Ergebnis |                     |
| ---------- | -------------------- | -------- | ------------------- |
| 11.08.2001 | VV Katwijk           | 2:1      | SV Argon            |
| 11.08.2001 | Ter Leede Sassenheim | 1:3      | Excelsior Rotterdam |
| 14.08.2001 | Ter Leede Sassenheim | 2:3      | SV Argon            |
| 14.08.2001 | VV Katwijk           | 0:4      | Excelsior Rotterdam |
| 22.08.2001 | Ter Leede Sassenheim | 2:0      | VV Katwijk          |
| 22.08.2001 | SV Argon             | 1:0      | Excelsior Rotterdam |

| Pl. | Verein                   | Sp. | S | U | N | Tore    | Diff. | Punkte |
| --- | ------------------------ | --- | - | - | - | ------- | ----- | ------ |
| 1.  | Excelsior Rotterdam (D)  | 3   | 2 | 0 | 1 | 007:200 | +5    | 06     |
| 2.  | SV Argon (A)             | 3   | 2 | 0 | 1 | 005:400 | +1    | 06     |
| 3.  | Ter Leede Sassenheim (A) | 3   | 1 | 0 | 2 | 005:600 | −1    | 03     |
| 4.  | VV Katwijk (A)           | 3   | 1 | 0 | 2 | 002:700 | −5    | 03     |

### Gruppe 6
| Datum      |                | Ergebnis |                |
| ---------- | -------------- | -------- | -------------- |
| 07.08.2001 | RBC Roosendaal | 4:0      | HSV Hoek       |
| 11.08.2001 | HSV Hoek       | 5:4      | VV Kloetinge   |
| 11.08.2001 | VV Terneuzen   | 0:2      | RBC Roosendaal |
| 14.08.2001 | VV Kloetinge   | 2:0      | VV Terneuzen   |
| 21.08.2001 | VV Kloetinge   | 1:3      | RBC Roosendaal |
| 22.08.2001 | VV Terneuzen   | 0:2      | HSV Hoek       |

| Pl. | Verein             | Sp. | S | U | N | Tore    | Diff. | Punkte |
| --- | ------------------ | --- | - | - | - | ------- | ----- | ------ |
| 1.  | RBC Roosendaal (D) | 3   | 3 | 0 | 0 | 009:100 | +8    | 09     |
| 2.  | VV Kloetinge (A)   | 3   | 1 | 0 | 2 | 007:800 | −1    | 03     |
| 3.  | VV Terneuzen (A)   | 3   | 1 | 0 | 2 | 003:600 | −3    | 03     |
| 4.  | HSV Hoek (A)       | 3   | 1 | 0 | 2 | 007:110 | −4    | 03     |

### Gruppe 7
| Datum      |                           | Ergebnis |                           |
| ---------- | ------------------------- | -------- | ------------------------- |
| 11.08.2001 | SV Deltasport Vlaardingen | 2:4      | NAC Breda                 |
| 14.08.2001 | SVVSMC Schiedam           | 1:6      | NAC Breda                 |
| 21.08.2001 | SVVSMC Schiedam           | 2:5      | SV Deltasport Vlaardingen |

| Pl. | Verein                        | Sp. | S | U | N | Tore    | Diff. | Punkte |
| --- | ----------------------------- | --- | - | - | - | ------- | ----- | ------ |
| 1.  | NAC Breda (E)                 | 2   | 2 | 0 | 0 | 010:300 | +7    | 06     |
| 2.  | SV Deltasport Vlaardingen (A) | 2   | 1 | 0 | 1 | 007:600 | +1    | 03     |
| 3.  | SVVSMC Schiedam (A)           | 2   | 0 | 0 | 2 | 003:110 | −8    | 0      |

### Gruppe 8
| Datum      |                    | Ergebnis |                   |
| ---------- | ------------------ | -------- | ----------------- |
| 07.08.2001 | VV Baronie         | 1:2      | VV DOVO           |
| 07.08.2001 | RCVV Zwart-Wit '28 | 0:2      | Willem II Tilburg |
| 11.08.2001 | RCVV Zwart-Wit '28 | 4:4      | VV DOVO           |
| 11.08.2001 | Willem II Tilburg  | 4:1      | VV Baronie        |
| 14.08.2001 | RCVV Zwart-Wit '28 | 2:4      | VV Baronie        |
| 14.08.2001 | VV DOVO            | 0:3      | Willem II Tilburg |

| Pl. | Verein                 | Sp. | S | U | N | Tore    | Diff. | Punkte |
| --- | ---------------------- | --- | - | - | - | ------- | ----- | ------ |
| 1.  | Willem II Tilburg (E)  | 3   | 3 | 0 | 0 | 009:100 | +8    | 09     |
| 2.  | VV DOVO (A)            | 3   | 1 | 1 | 1 | 006:800 | −2    | 04     |
| 3.  | VV Baronie (A)         | 3   | 1 | 0 | 2 | 006:800 | −2    | 03     |
| 4.  | RCVV Zwart-Wit '28 (A) | 3   | 0 | 1 | 2 | 006:100 | −4    | 01     |

### Gruppe 9
| Datum      |                  | Ergebnis |                  |
| ---------- | ---------------- | -------- | ---------------- |
| 08.08.2001 | SBV Eindhoven    | 4:0      | RKSV Schijndel   |
| 11.08.2001 | JVC Cuijk        | 3:5      | FC Dordrecht '90 |
| 14.08.2001 | JVC Cuijk        | 0:2      | SBV Eindhoven    |
| 14.08.2001 | RKSV Schijndel   | 0:3      | FC Dordrecht '90 |
| 21.08.2001 | RKSV Schijndel   | 0:0      | JVC Cuijk        |
| 22.08.2001 | FC Dordrecht '90 | 5:4      | SBV Eindhoven    |

| Pl. | Verein               | Sp. | S | U | N | Tore    | Diff. | Punkte |
| --- | -------------------- | --- | - | - | - | ------- | ----- | ------ |
| 1.  | FC Dordrecht '90 (D) | 3   | 3 | 0 | 0 | 013:700 | +6    | 09     |
| 2.  | SBV Eindhoven (D)    | 3   | 2 | 0 | 1 | 010:500 | +5    | 06     |
| 3.  | JVC Cuijk (A)        | 3   | 0 | 1 | 2 | 003:700 | −4    | 01     |
| 4.  | RKSV Schijndel (A)   | 3   | 0 | 1 | 2 | 000:700 | −7    | 01     |

### Gruppe 10
| Datum      |               | Ergebnis |               |
| ---------- | ------------- | -------- | ------------- |
| 07.08.2001 | Helmond Sport | 1:2      | Jong PSV      |
| 10.08.2001 | SV Panningen  | 0:4      | Jong PSV      |
| 11.08.2001 | VV Gemert     | 2:2      | Helmond Sport |
| 14.08.2001 | SV Panningen  | 1:5      | Helmond Sport |
| 16.08.2001 | VV Gemert     | 1:4      | Jong PSV      |
| 21.08.2001 | SV Panningen  | 1:7      | VV Gemert     |

| Pl. | Verein            | Sp. | S | U | N | Tore    | Diff. | Punkte |
| --- | ----------------- | --- | - | - | - | ------- | ----- | ------ |
| 1.  | Jong PSV (A)      | 3   | 3 | 0 | 0 | 010:200 | +8    | 09     |
| 2.  | VV Gemert (A)     | 3   | 1 | 1 | 1 | 010:700 | +3    | 04     |
| 3.  | Helmond Sport (D) | 3   | 1 | 1 | 1 | 008:500 | +3    | 04     |
| 4.  | SV Panningen (A)  | 3   | 0 | 0 | 3 | 002:160 | −14   | 0      |

### Gruppe 11
| Datum      |                 | Ergebnis |                 |
| ---------- | --------------- | -------- | --------------- |
| 07.08.2001 | EHC Hoensbroek  | 0:4      | MVV Maastricht  |
| 10.08.2001 | MVV Maastricht  | 3:3      | RKVV IVS        |
| 13.08.2001 | Fortuna Sittard | 3:1      | MVV Maastricht  |
| 15.08.2001 | EHC Hoensbroek  | 0:9      | Fortuna Sittard |
| 17.08.2001 | RKVV IVS        | 1:0      | Fortuna Sittard |
| 22.08.2001 | RKVV IVS        | 2:0      | EHC Hoensbroek  |

| Pl. | Verein              | Sp. | S | U | N | Tore    | Diff. | Punkte |
| --- | ------------------- | --- | - | - | - | ------- | ----- | ------ |
| 1.  | RKVV IVS (A)        | 3   | 2 | 1 | 0 | 006:300 | +3    | 07     |
| 2.  | Fortuna Sittard (E) | 3   | 2 | 0 | 1 | 012:200 | +10   | 06     |
| 3.  | MVV Maastricht (D)  | 3   | 1 | 1 | 1 | 008:600 | +2    | 04     |
| 4.  | EHC Hoensbroek (A)  | 3   | 0 | 0 | 3 | 000:150 | −15   | 0      |

### Gruppe 12
| Datum      |                        | Ergebnis |                        |
| ---------- | ---------------------- | -------- | ---------------------- |
| 07.08.2001 | VV Capelle             | 3:0      | ASWH                   |
| 07.08.2001 | RKSV UDI ’19/Beter Bed | 2:2      | FC Den Bosch           |
| 11.08.2001 | ASWH                   | 0:4      | FC Den Bosch           |
| 11.08.2001 | RKSV UDI ’19/Beter Bed | 0:0      | VV Capelle             |
| 15.08.2001 | ASWH                   | 1:0      | RKSV UDI ’19/Beter Bed |
| 15.08.2001 | FC Den Bosch           | 1:0      | VV Capelle             |

| Pl. | Verein                     | Sp. | S | U | N | Tore    | Diff. | Punkte |
| --- | -------------------------- | --- | - | - | - | ------- | ----- | ------ |
| 1.  | FC Den Bosch (E)           | 3   | 2 | 1 | 0 | 007:200 | +5    | 07     |
| 2.  | VV Capelle (A)             | 3   | 1 | 1 | 1 | 003:100 | +2    | 04     |
| 3.  | ASWH (A)                   | 3   | 1 | 0 | 2 | 001:700 | −6    | 03     |
| 4.  | RKSV UDI ’19/Beter Bed (A) | 3   | 0 | 2 | 1 | 002:300 | −1    | 02     |

### Gruppe 13
| Datum      |             | Ergebnis |             |
| ---------- | ----------- | -------- | ----------- |
| 11.08.2001 | VV Bennekom | 5:0      | SV TOP Oss  |
| 11.08.2001 | TOP Oss     | 2:1      | VVV-Venlo   |
| 14.08.2001 | VVV-Venlo   | 3:2      | VV Bennekom |
| 14.08.2001 | SV TOP Oss  | 2:1      | TOP Oss     |
| 21.08.2001 | SV TOP Oss  | 1:1      | VVV-Venlo   |
| 21.08.2001 | VV Bennekom | 1:1      | TOP Oss     |

| Pl. | Verein          | Sp. | S | U | N | Tore    | Diff. | Punkte |
| --- | --------------- | --- | - | - | - | ------- | ----- | ------ |
| 1.  | VV Bennekom (A) | 3   | 1 | 1 | 1 | 008:400 | +4    | 04     |
| 2.  | VVV-Venlo (D)   | 3   | 1 | 1 | 1 | 005:500 | ±0    | 04     |
| 3.  | TOP Oss (D)     | 3   | 1 | 1 | 1 | 004:400 | ±0    | 04     |
| 4.  | SV TOP Oss (A)  | 3   | 1 | 1 | 1 | 003:700 | −4    | 04     |

### Gruppe 14
| Datum      |                | Ergebnis |                |
| ---------- | -------------- | -------- | -------------- |
| 07.08.2001 | SV Spakenburg  | 0:0      | NEC Nijmegen   |
| 14.08.2001 | NEC Nijmegen   | 3:2      | SV De Treffers |
| 22.08.2001 | SV De Treffers | 1:3      | SV Spakenburg  |

| Pl. | Verein             | Sp. | S | U | N | Tore    | Diff. | Punkte |
| --- | ------------------ | --- | - | - | - | ------- | ----- | ------ |
| 1.  | SV Spakenburg (A)  | 2   | 1 | 1 | 0 | 003:100 | +2    | 04     |
| 2.  | NEC Nijmegen (E)   | 2   | 1 | 1 | 0 | 003:200 | +1    | 04     |
| 3.  | SV De Treffers (A) | 2   | 0 | 0 | 2 | 003:600 | −3    | 0      |

### Gruppe 15
| Datum      |                   | Ergebnis |                   |
| ---------- | ----------------- | -------- | ----------------- |
| 07.08.2001 | RKHVV Huissen     | 0:4      | Vitesse Arnheim   |
| 08.08.2001 | VVOG Harderwijk   | 1:2      | VV Sparta Nijkerk |
| 11.08.2001 | RKHVV Huissen     | 2:0      | VVOG Harderwijk   |
| 11.08.2001 | VV Sparta Nijkerk | 0:5      | Vitesse Arnheim   |
| 14.08.2001 | Vitesse Arnheim   | 6:0      | VVOG Harderwijk   |
| 14.08.2001 | VV Sparta Nijkerk | 1:1      | RKHVV Huissen     |

| Pl. | Verein                | Sp. | S | U | N | Tore    | Diff. | Punkte |
| --- | --------------------- | --- | - | - | - | ------- | ----- | ------ |
| 1.  | Vitesse Arnheim (E)   | 3   | 3 | 0 | 0 | 015:000 | +15   | 09     |
| 2.  | RKHVV Huissen (A)     | 3   | 1 | 1 | 1 | 003:500 | −2    | 04     |
| 3.  | VV Sparta Nijkerk (A) | 3   | 1 | 1 | 1 | 003:700 | −4    | 04     |
| 4.  | VVOG Harderwijk (A)   | 3   | 0 | 0 | 3 | 001:100 | −9    | 0      |

### Gruppe 16
| Datum      |                     | Ergebnis |                     |
| ---------- | ------------------- | -------- | ------------------- |
| 07.08.2001 | BV De Graafschap    | 4:0      | Heracles Almelo     |
| 10.08.2001 | BV De Graafschap    | 7:0      | Be Quick '28        |
| 11.08.2001 | Heracles Almelo     | 1:0      | HSC ’21 Haaksbergen |
| 14.08.2001 | Be Quick '28        | 1:7      | Heracles Almelo     |
| 14.08.2001 | HSC ’21 Haaksbergen | 0:7      | BV De Graafschap    |
| 21.08.2001 | HSC ’21 Haaksbergen | 2:7      | Be Quick '28        |

| Pl. | Verein                  | Sp. | S | U | N | Tore    | Diff. | Punkte |
| --- | ----------------------- | --- | - | - | - | ------- | ----- | ------ |
| 1.  | BV De Graafschap (E)    | 3   | 3 | 0 | 0 | 018:000 | +18   | 09     |
| 2.  | Heracles Almelo (D)     | 3   | 2 | 0 | 1 | 008:500 | +3    | 06     |
| 3.  | Be Quick '28 (A)        | 3   | 1 | 0 | 2 | 008:160 | −8    | 03     |
| 4.  | HSC ’21 Haaksbergen (A) | 3   | 0 | 0 | 3 | 002:150 | −13   | 0      |

### Gruppe 17
| Datum      |                     | Ergebnis |                     |
| ---------- | ------------------- | -------- | ------------------- |
| 11.08.2001 | AGOVV Apeldoorn     | 1:0      | Quick '20 Oldenzaal |
| 11.08.2001 | VV Flevo Boys       | 1:9      | Go Ahead Eagles     |
| 14.08.2001 | VV Flevo Boys       | 0:3      | AGOVV Apeldoorn     |
| 14.08.2001 | Go Ahead Eagles     | 8:0      | Quick '20 Oldenzaal |
| 21.08.2001 | AGOVV Apeldoorn     | 3:1      | Go Ahead Eagles     |
| 22.08.2001 | Quick '20 Oldenzaal | 2:1      | VV Flevo Boys       |

| Pl. | Verein                  | Sp. | S | U | N | Tore    | Diff. | Punkte |
| --- | ----------------------- | --- | - | - | - | ------- | ----- | ------ |
| 1.  | AGOVV Apeldoorn (A)     | 3   | 3 | 0 | 0 | 007:100 | +6    | 09     |
| 2.  | Go Ahead Eagles (D)     | 3   | 2 | 0 | 1 | 018:400 | +14   | 06     |
| 3.  | Quick '20 Oldenzaal (A) | 3   | 1 | 0 | 2 | 002:100 | −8    | 03     |
| 4.  | VV Flevo Boys (A)       | 3   | 0 | 0 | 3 | 002:140 | −12   | 0      |

### Gruppe 18
| Datum      |               | Ergebnis |               |
| ---------- | ------------- | -------- | ------------- |
| 07.08.2001 | FC Zwolle     | 1:3      | BVO Emmen     |
| 11.08.2001 | BVO Emmen     | 6:0      | SV Urk        |
| 14.08.2001 | Achilles 1894 | 1:1      | BVO Emmen     |
| 17.08.2001 | SV Urk        | 1:2      | Achilles 1894 |
| 20.08.2001 | SV Urk        | 0:1      | FC Zwolle     |
| 22.08.2001 | FC Zwolle     | 4:0      | Achilles 1894 |

| Pl. | Verein            | Sp. | S | U | N | Tore    | Diff. | Punkte |
| --- | ----------------- | --- | - | - | - | ------- | ----- | ------ |
| 1.  | BVO Emmen (D)     | 3   | 2 | 1 | 0 | 010:200 | +8    | 07     |
| 2.  | FC Zwolle (D)     | 3   | 2 | 0 | 1 | 006:300 | +3    | 06     |
| 3.  | Achilles 1894 (A) | 3   | 1 | 1 | 1 | 003:600 | −3    | 04     |
| 4.  | SV Urk (A)        | 3   | 0 | 0 | 3 | 001:900 | −8    | 0      |

### Gruppe 19
| Datum      |                    | Ergebnis |                    |
| ---------- | ------------------ | -------- | ------------------ |
| 10.08.2001 | VV Appingedam      | 1:4      | Cambuur Leeuwarden |
| 11.08.2001 | Harkemase Boys     | 1:5      | ACV Assen          |
| 14.08.2001 | Cambuur Leeuwarden | 5:0      | ACV Assen          |
| 14.08.2001 | VV Appingedam      | 0:1      | Harkemase Boys     |
| 22.08.2001 | ACV Assen          | 3:3      | VV Appingedam      |
| 22.08.2001 | Harkemase Boys     | 0:4      | Cambuur Leeuwarden |

| Pl. | Verein                 | Sp. | S | U | N | Tore    | Diff. | Punkte |
| --- | ---------------------- | --- | - | - | - | ------- | ----- | ------ |
| 1.  | Cambuur Leeuwarden (D) | 3   | 3 | 0 | 0 | 013:100 | +12   | 09     |
| 2.  | ACV Assen (A)          | 3   | 1 | 1 | 1 | 008:900 | −1    | 04     |
| 3.  | Harkemase Boys (A)     | 3   | 1 | 0 | 2 | 002:900 | −7    | 03     |
| 4.  | VV Appingedam (A)      | 2   | 0 | 1 | 1 | 004:800 | −4    | 01     |

### Gruppe 20
| Datum      |                 | Ergebnis |                 |
| ---------- | --------------- | -------- | --------------- |
| 07.08.2001 | Be Quick 1887   | 0:5      | FC Groningen    |
| 07.08.2001 | Drachtster Boys | 1:5      | BV Veendam      |
| 10.08.2001 | Be Quick 1887   | 3:1      | Drachtster Boys |
| 11.08.2001 | FC Groningen    | 2:0      | BV Veendam      |
| 14.08.2001 | BV Veendam      | 0:0      | Be Quick 1887   |
| 14.08.2001 | Drachtster Boys | 0:4      | FC Groningen    |

| Pl. | Verein              | Sp. | S | U | N | Tore    | Diff. | Punkte |
| --- | ------------------- | --- | - | - | - | ------- | ----- | ------ |
| 1.  | FC Groningen (E)    | 3   | 3 | 0 | 0 | 011:000 | +11   | 09     |
| 2.  | BV Veendam (D)      | 3   | 1 | 1 | 1 | 005:300 | +2    | 04     |
| 3.  | Be Quick 1887(A)    | 3   | 1 | 1 | 1 | 003:600 | −3    | 04     |
| 4.  | Drachtster Boys (A) | 3   | 0 | 0 | 3 | 002:120 | −10   | 0      |

## K.-o.-Runde

### 2. Runde
Der RKC Waalwijk und der SC Heerenveen, die sich in der vergangenen Saison für den UEFA Intertoto Cup 2001 qualifizierten, stiegen in dieser Runde ein. Ab dieser Runde wurde das Golden Goal in der Verlängerung angewandt.
| Datum      |                         | Ergebnis              |                         |
| ---------- | ----------------------- | --------------------- | ----------------------- |
| 18.09.2001 | FC Dordrecht '90 (D)    | 3:2 n.GG              | VV Capelle (A)          |
| 18.09.2001 | Fortuna Sittard (E)     | 2:1 n.GG              | Vitesse Arnheim (E)     |
| 18.09.2001 | RBC Roosendaal (D)      | 3:0                   | VV DOVO (A)             |
| 18.09.2001 | VVV-Venlo (D)           | 2:0                   | ADO Den Haag (D)        |
| 19.09.2001 | ACV Assen (A)           | 1:0                   | VV IVS (A)              |
| 19.09.2001 | BVO Emmen (D)           | 1:0                   | RKHVV Huissen (A)       |
| 19.09.2001 | Go Ahead Eagles (D)     | 1:2                   | AZ Alkmaar (E)          |
| 19.09.2001 | SC Heerenveen (E)       | 0:0 n. V. (5:3 i. E.) | Willem II Tilburg (E)   |
| 19.09.2001 | Heracles Almelo (D)     | 1:2                   | Cambuur Leeuwarden (D)  |
| 19.09.2001 | Jong Ajax (A)           | 4:0                   | HFC Haarlem (D)         |
| 19.09.2001 | VV Kloetinge (A)        | 1:4                   | FC Groningen (E)        |
| 19.09.2001 | NAC Breda (E)           | 3:0                   | SV Huizen (A)           |
| 19.09.2001 | RKC Waalwijk (E)        | 5:0                   | VV Bennekom (A)         |
| 19.09.2001 | SV Spakenburg (A)       | 1:2                   | BV Veendam (D)          |
| 19.09.2001 | Stormvogels Telstar (A) | 4:1                   | SV Argon (A)            |
| 20.09.2001 | SBV Eindhoven (D)       | 1:0                   | Jong PSV (A)            |
| 20.09.2001 | FC Zwolle (D)           | 3:1                   | AGOVV Apeldoorn (A)     |
| 25.09.2001 | FC Den Bosch (E)        | 2:0                   | FC Omniworld (A)        |
| 26.09.2001 | VV Gemert (A)           | 0:3                   | Excelsior Rotterdam (D) |
| 03.10.2001 | BV De Graafschap (E)    | 2:1 n.GG              | Sparta Rotterdam (E)    |

### 3. Runde
| Datum      |                         | Ergebnis |                         |
| ---------- | ----------------------- | -------- | ----------------------- |
| 23.10.2001 | Jong Ajax (A)           | 2:0      | BV De Graafschap (E)    |
| 23.10.2001 | RKC Waalwijk (E)        | 1:0      | BVO Emmen (D)           |
| 24.10.2001 | FC Groningen (E)        | 7:1      | ACV Assen (A)           |
| 25.10.2001 | FC Den Bosch (E)        | 4:3      | VVV-Venlo (D)           |
| 25.10.2001 | NAC Breda (E)           | 0:1 n.GG | Excelsior Rotterdam (D) |
| 29.10.2001 | Stormvogels Telstar (A) | 3:0      | FC Dordrecht '90 (D)    |
| 06.11.2001 | Fortuna Sittard (E)     | 2:1      | Cambuur Leeuwarden (D)  |
| 06.11.2001 | RBC Roosendaal (D)      | 3:2      | AZ Alkmaar (E)          |
| 06.11.2001 | BV Veendam (D)          | 0:2      | SC Heerenveen (E)       |
| 06.11.2001 | FC Zwolle (D)           | 6:3      | SBV Eindhoven (D)       |

### Achtelfinale
Die sechs Klubs der Eredivisie 2000/01, die im Europapokal spielten (PSV, Feyenoord, Ajax, Roda JC, FC Utrecht, Twente) stiegen in dieser Runde ein.
| Datum      |                         | Ergebnis |                         |
| ---------- | ----------------------- | -------- | ----------------------- |
| 11.12.2001 | Roda JC Kerkrade (E)    | 0:1      | SC Heerenveen (E)       |
| 11.12.2001 | Stormvogels Telstar (A) | 1:0      | Fortuna Sittard (E)     |
| 11.12.2001 | FC Utrecht (E)          | 4:1      | Excelsior Rotterdam (D) |
| 12.12.2001 | AFC Amsterdam (A)       | 4:3 n.GG | RBC Roosendaal (D)      |
| 12.12.2001 | Feyenoord Rotterdam (E) | 2:0      | FC Den Bosch (E)        |
| 12.12.2001 | FC Groningen (E)        | 3:0      | FC Zwolle (D)           |
| 12.12.2001 | Jong Ajax (A)           | 2:1 n.GG | FC Twente Enschede (E)  |
| 12.12.2001 | RKC Waalwijk (E)        | 1:2 n.GG | PSV Eindhoven (E)       |

### Viertelfinale
| Datum      |                    | Ergebnis              |                         |
| ---------- | ------------------ | --------------------- | ----------------------- |
| 30.01.2002 | PSV Eindhoven (E)  | 1:1 n. V. (7:6 i. E.) | Feyenoord Rotterdam (E) |
| 30.01.2002 | FC Utrecht (E)     | 3:1                   | SC Heerenveen (E)       |
| 07.02.2002 | Ajax Amsterdam (E) | 4:0                   | FC Groningen (E)        |
| 07.02.2002 | Jong Ajax (A)      | 3:0                   | Stormvogels Telstar (A) |

### Halbfinale
| Datum      |                    | Ergebnis              |                   |
| ---------- | ------------------ | --------------------- | ----------------- |
| 29.03.2002 | Jong Ajax (A)      | 2:2 n. V. (6:7 i. E.) | FC Utrecht (E)    |
| 10.04.2003 | Ajax Amsterdam (E) | 3:0                   | PSV Eindhoven (E) |

### Finale
| FC Utrecht                          | FC Utrecht | Ajax Amsterdam | Ajax Amsterdam |
| ----------------------------------- | --- | --- | -------------- |
| FC Utrecht                          | \| 12. Mai 2002 in Rotterdam (De Kuip) \| \| Ergebnis: 2:3 n. V. (1:1, 0:1) \| \| Zuschauer: 37.122 \| \| Schiedsrichter: René Temmink \| \| Spielbericht \| | \| 12. Mai 2002 in Rotterdam (De Kuip) \| \| Ergebnis: 2:3 n. V. (1:1, 0:1) \| \| Zuschauer: 37.122 \| \| Schiedsrichter: René Temmink \| \| Spielbericht \|                                                                                                 | Ajax Amsterdam |
| FC Utrecht                          | Harald Wapenaar – Stijn Vreven, Robert Roest (46. Karim Touzani), Patrick Zwaanswijk, Pascal Bosschaart – Jean-Paul de Jong , Stefaan Tanghe, Tom Van Mol, Arco Jochemsen – Igor Gluščević (79. Alje Schut), Dave van den Bergh (46. Paulus Roiha) Cheftrainer: Frans Adelaar | Fred Grim – Hatem Trabelsi, André Bergdølmo, Cristian Chivu , Maxwell – Jan van Halst (73. Steven Pienaar), Tomáš Galásek, John O’Brien (79. Zlatan Ibrahimović), Andy van der Meyde – Nikos Machlas (55. Wamberto), Ahmed Hossam Cheftrainer: Ronald Koeman | Ajax Amsterdam |
| FC Utrecht                          | 1:1 Igor Gluščević (56.) 2:1 Igor Gluščević (76., Foulelfmeter) | 0:1 Ahmed Hossam (21.) 2:2 Wamberto (90.+3') 2:3 Zlatan Ibrahimović (95.) | Ajax Amsterdam |
| FC Utrecht                          | Stijn Vreven, Karim Touzani, Jean-Paul de Jong, Igor Gluščević | | Ajax Amsterdam |
| 12. Mai 2002 in Rotterdam (De Kuip) | | |                |
| Ergebnis: 2:3 n. V. (1:1, 0:1)      | | |                |
| Zuschauer: 37.122                   | | |                |
| Schiedsrichter: René Temmink        | | |                |
| Spielbericht                        | | |                |